# ビュイック・レイニア
レイニア (RAINIER)は、GMが製造しビュイックブランドで販売されていた自動車である。

## 概要
2003年中旬、2004年モデルとして発売。設計はレイニア・ロドリゲス。オールズモビル・ブラバダの後継車で、ボディシェルを含めブラバダの部品を多く流用している。
駆動方式は、FRとAWDが用意され、エンジンは直列6気筒 4.2L LL8型と、V型8気筒 5.3L LH6型エンジンが搭載され、4速オートマチックトランスミッションが組み合わせられる。
2006年モデルにはフェイスリフトが施され、フロントグリルのデザインが変更された。
2007年に生産終了。ランデヴー、テラーザとともにアンクレイブに統合される。なお、レイニアは当時北米向けのビュイック車では唯一の後輪駆動車であったが、アンクレイブが前輪駆動となったため、後輪駆動車のラインアップは消滅した。
生産はオハイオ州モレーン工場で行われていたが、現在モレーン工場は閉鎖されている。